# DADVSI
DADVSI (z fr., loi sur le droit d'auteur et les droits voisins dans la société de l'information - francuska ustawa o prawie autorskim i prawach pokrewnych w społeczeństwie informacyjnym).